# Bergslagets kommunikationsled
| Lokomotive KORSÅN |                             |                                                                          |                                                                          |
| Streckennummer: | ÅJ oder ÅWJ                 |                                                                          |                                                                          |
| Streckenlänge: | 15 km / 3 km                |                                                                          |                                                                          |
| Spurweite: | 891 mm (schwed. 3-Fuß-Spur) |                                                                          |                                                                          |
| |                             |                                                                          |                                                                          |
| \| \| 0 \| Wintjern \| Wintjern \| \| \| 7 \| Åg \| Åg \| \| \| 12 \| Brattbergs fabr. \| Brattbergs fabr. \| \| \| 18 \| Svartbäcken \| Svartbäcken \| \| \| \| Fähre über den See Hinsen \| \| \| \| 0 \| \| \| \| \| \| Korså Bruk \| \| \| \| 3 \| \| \| \| \| \| Fähre über den See Hyen \| \| \| \| \| Korsån, Bahnstrecke Falun–Gävle, 1862, früher Källviken und Personenhalt \| \| |                             |                                                                          |                                                                          |
| Betriebs-/Güterbahnhof Streckenanfang (Strecke außer Betrieb) | 0                           | Wintjern                                                                 | Wintjern                                                                 |
| Dienststation / Betriebs- oder Güterbahnhof (Strecke außer Betrieb) | 7                           | Åg                                                                       | Åg                                                                       |
| Dienststation / Betriebs- oder Güterbahnhof (Strecke außer Betrieb) | 12                          | Brattbergs fabr.                                                         | Brattbergs fabr.                                                         |
| Betriebs-/Güterbahnhof Streckenende (Strecke außer Betrieb) | 18                          | Svartbäcken                                                              | Svartbäcken                                                              |
| |                             | Fähre über den See Hinsen                                                |                                                                          |
| Betriebs-/Güterbahnhof Streckenanfang (Strecke außer Betrieb) | 0                           |                                                                          |                                                                          |
| Dienststation / Betriebs- oder Güterbahnhof (Strecke außer Betrieb) |                             | Korså Bruk                                                               | Korså Bruk                                                               |
| Betriebs-/Güterbahnhof Streckenende (Strecke außer Betrieb) | 3                           |                                                                          |                                                                          |
| |                             | Fähre über den See Hyen                                                  |                                                                          |
| Dienststation / Betriebs- oder Güterbahnhof quer |                             | Korsån, Bahnstrecke Falun–Gävle, 1862, früher Källviken und Personenhalt | Korsån, Bahnstrecke Falun–Gävle, 1862, früher Källviken und Personenhalt |

Bergslagets kommunikationsled (deutsch: Verkehrsweg Bergslagen) zwischen Wintjern und Korsån war eine Verkehrsverbindung in Schweden. Diese Verbindung bestand aus der Bahnstrecke Wintjern–Svartbäcken (Spurweite 891 mm), der Pferdebahnstrecke bei Korså Bruk (Spurweite 891 mm) sowie zwei Schifffahrtslinien über die Seen Hinsen und Hyen.

## Bahnstrecke Wintjern–Svartbäcken
Bergslagets kommunikationsled wurde von Stora Kopparberg gebaut und war nur für den eigenen Güterverkehr bestimmt. Die Spurweite der Bahnstrecke Wintjern–Svartbäcken betrug 891 mm, die Strecke war insgesamt 18 Kilometer lang und wurde 1883 eröffnet.
Ursprünglich begann die Strecke in Wintjern etwa einen Kilometer entfernt von dem später angelegten Bahnhof Wintjern der Dala–Ockelbo–Norrsundets Järnväg (DONJ). Die Strecke führte dann über Åg zum Ladeplatz Svartbäcken am See Hinsen. 1887 wurde die Strecke an den Bahnhof der DONJ angeschlossen.

## Fahrzeuge der ÅJ
| Nummer | Name   | Bauart    | Achsfolge | Hersteller                                     | Fabr.-Nr./ Baujahr | Besonderes |
| ------ | ------ | --------- | --------- | ---------------------------------------------- | ------------------ | --- |
| SKB 1  | ÅG     | Tenderlok | C         | Kristinehamns Mekaniska Verkstad, Kristinehamn | 30/ 1883           | an Grubenverwaltung in Wintjern abgegeben, verschrottet |
| SKB 2  | Tysken | Tenderlok | 1 B       | Orenstein & Koppel, Berlin                     | 1900               | verschrottet |
|        | KORSÅN | Tenderlok | C         | Vagn- & Maskinfabriksaktiebolaget Falun, Falun | 21/ 1902           | wegen schlechter Laufeigenschaften mit einer Nachlaufachse ausgerüstet, dann Achsfolge C 1; 1948 an Dannemora gruvor, in Dienst bis Ende der 1950er Jahre, 1961 an Museumseisenbahn Jädraås–Tallås Järnväg, betriebsfähig |

Auf Bergslagets kommunikationsled wurden Erz und Kohle zu den Hochöfen in Åg befördert. Dort wurde Roheisen produziert. Dieses wurde weiter bis Svartbäcken mit dem Zug befördert und dort auf Lastkähne verladen, die über den See Hinsen geschleppt wurden. Weiter kamen die Waren nach Korså Bruk, wo seit 1838 das Roheisen teilweise verarbeitet wurde. Die Blütezeit der Eisenverarbeitung in Korså Bruk war während der 1880er und 1890er Jahre. In dieser Zeit wurden zwischen 2600 und 3000 Tonnen Eisen pro Jahr verarbeitet.

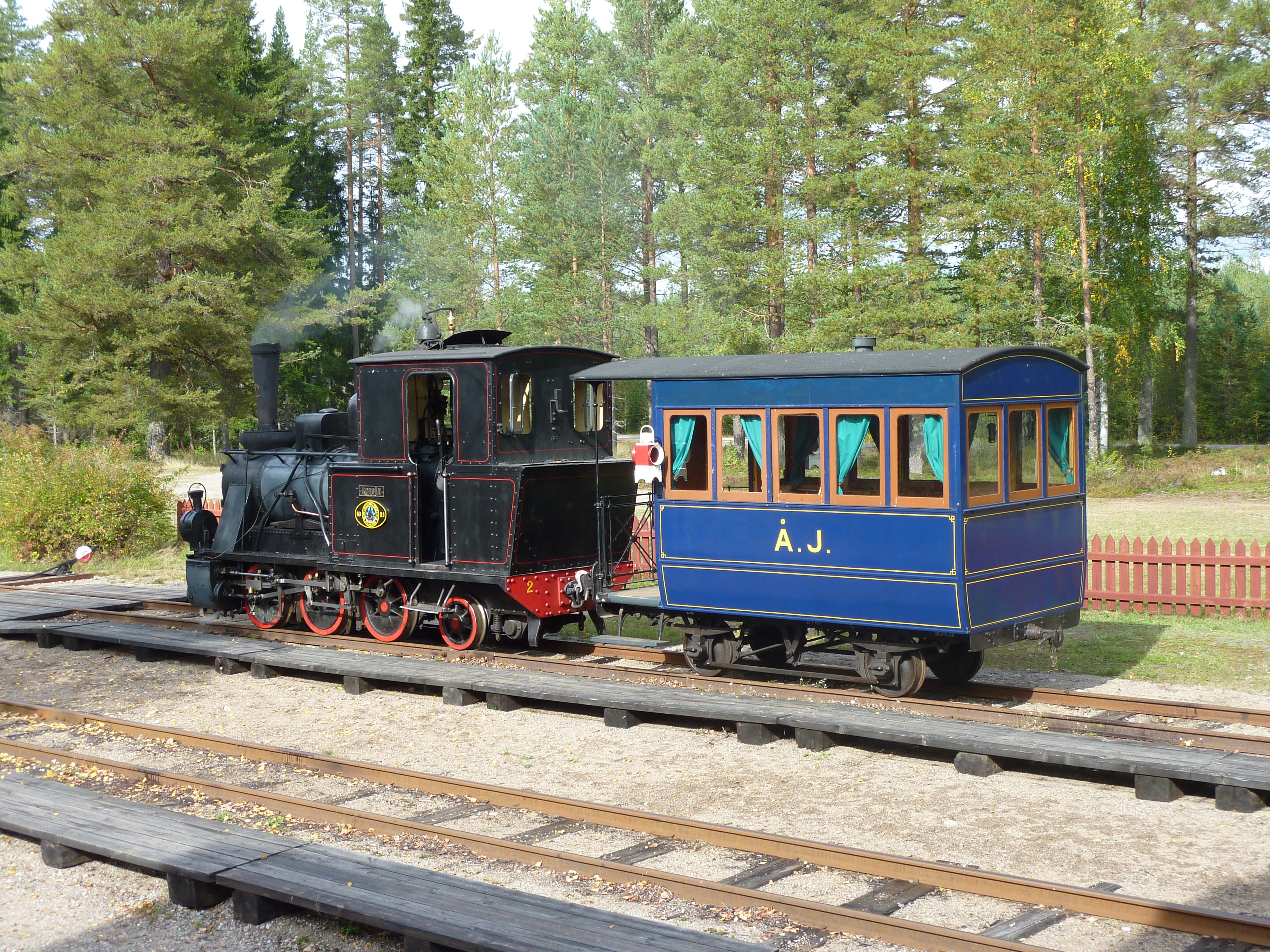
Dampflok KORSÅN mit dem kungavagnen

Danach schloss sich eine drei Kilometer lange Pferdebahn an, um an den See Hyen zu gelangen. Wieder auf Lastkähne verladen, wurden die Waren über den See transportiert, um letztendlich von Korsån aus über die Bahnstrecke Falun–Gävle weiter abtransportiert zu werden.
Die Hochöfen in Åg wurden 1928 geschlossen. Das bedeutete, dass die Bahn nicht mehr für den Eisentransport erforderlich war. Ab diesem Zeitpunkt wurden nur noch Holz und Holzkohle befördert. Für den zurückgehenden Verkehr war die Strecke bald überflüssig. Zuerst wurde der sechs Kilometer lange Abschnitt Svartbäcken–Brattberget 1940 stillgelegt und abgebaut. Dem fünf Kilometer langen Abschnitt Brattberget–Åg ereilte 1946 das gleiche Schicksal. Das letzte Stück zwischen Åg und Wintjern wurde 1947/48 stillgelegt.
Die Holzkohlentransportwagen L 509–521, die bereits nach dem Anschluss an die DONJ freizügig verwendet werden konnten, wurden 1936 an die Gesellschaft verkauft. Der einzige Personenwagen der Strecke, der kungavagnen (Königswagen) wurde im Lokschuppen von Åg hinterstellt. Nach einiger Zeit wurde er nach Korså Bruk gebracht, wo er bis 1967 blieb. Dann wurde er der Museumseisenbahn Jädraås–Tallås Järnväg geschenkt. Der Wagen ist heute betriebsfähig vorhanden.